# Serge Reggiani

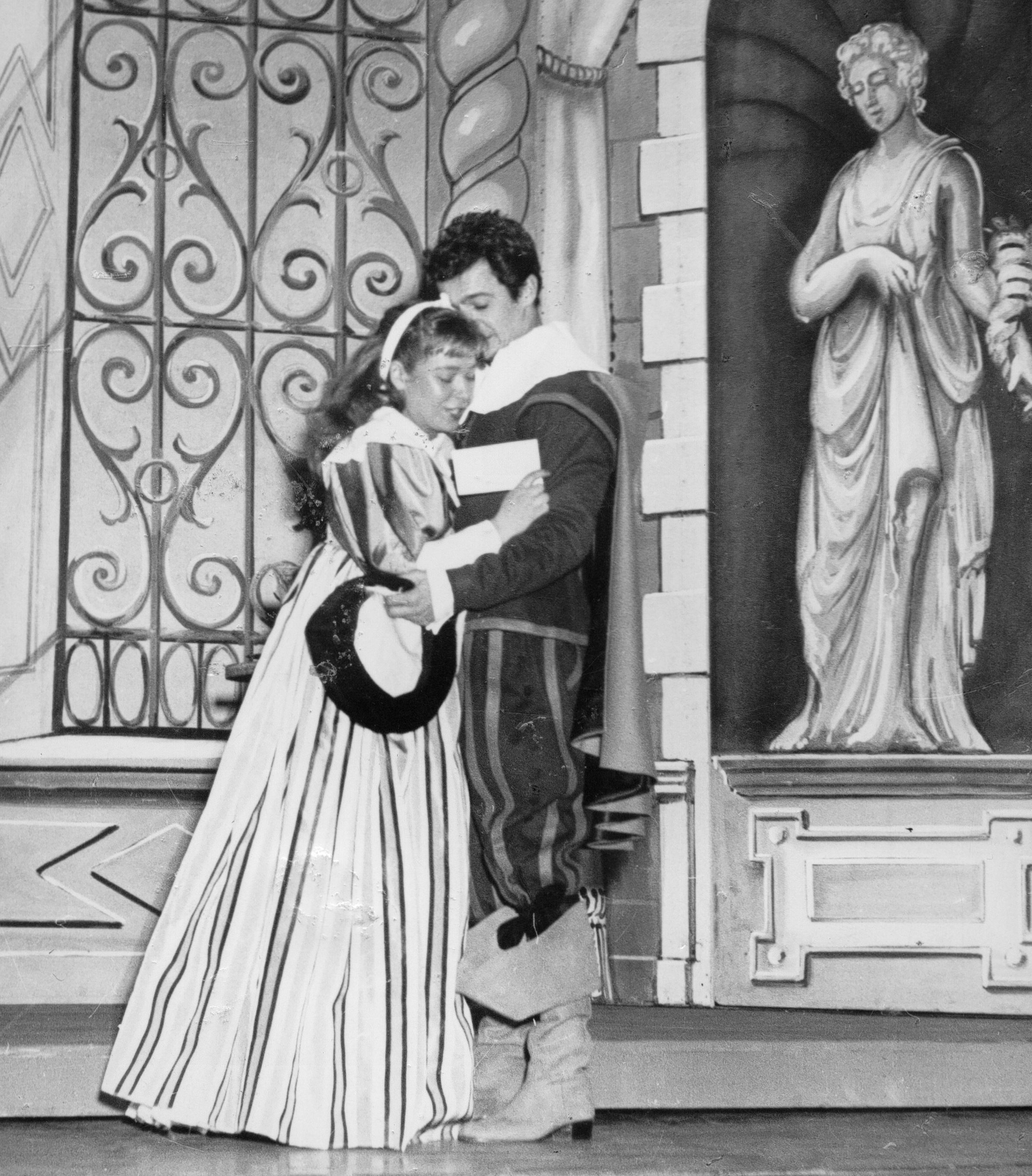
Serge Reggiani (1951)

Serge Reggiani (2. května 1922, Reggio nell'Emilia – 23. července 2004, Paříž) byl francouzský herec a zpěvák italského původu.

## Biografie
Do Francie se s rodiči přestěhoval, když mu bylo osm let. Vystudoval Conservatoire des arts cinématographiques, poté ho objevil Jean Cocteau a angažoval v představení Les Parents terribles. Za druhé světové války se Reggiani zapojil do francouzského odboje. Po válce začal točit filmy ve velkém, v divadle patřil k jeho největším úspěchům výkon v Sartrově hře Les Séquestrés d'Altona. Roku 1965, ve svých 43 letech, zahájil k překvapení mnohých i pěveckou kariéru, po boku Yves Montanda, Simone Signoretové a později i zpěvačky Barbary. Stal se důležitým představitelem francouzského šansonu. K jeho hitům patřili Les loups sont entrés dans Paris či Sarah, Boris Vian pro něj napsal písně jako Le Déserteur, Arthur où t'as mis le corps či La Java des bombes atomiques. Zhudebňoval často poezii, zejména Rimbaudovu, Apollinairovu a Prévertovu. Roku 1968 Reggiani podpořil studentské hnutí, byl proto přiřazován k radikální levici. V pozdním věku se začal věnovat i malířství. Jeho syn spáchal roku 1980 sebevraždu, od té doby měl Reggiani problémy s alkoholem.

## Filmografie
- 1938: Les Disparus de Saint-Agil
- 1939: Conflit
- 1939: Saturnin
- 1939: Nuit de décembre
- 1942: Le Voyageur de la Toussaint
- 1944: Le Carrefour des enfants perdus
- 1945: François Villon
- 1945: Étoile sans lumière
- 1946: Les Portes de la nuit
- 1946: Coincidences
- 1947: La Fleur de l'âge
- 1947: Le Dessous des cartes
- 1947: Manu, il contrebbandière
- 1948: Manon
- 1949: Retour à la vie
- 1949: Les Amants de Vérone
- 1949: Le Mystère de la chambre jaune
- 1949: Le Parfum de la dame en noir
- 1949: Au royaume des cieux
- 1950: Les Anciens de Saint-Loup
- 1950: Une fille à croquer
- 1950: La Ronde
- 1951: Les Chemises rouges
- 1951: Vedettes sans maquillage
- 1952: Secret People
- 1952: Casque d'or
- 1952: Fille dangereuse
- 1952: Les Anges déchus
- 1953: La Bergère et le ramoneur
- 1953: Un acte d'amour
- 1954: Napoléon
- 1955: Les salauds vont en enfer
- 1956: Élisa
- 1956: La femme du jour
- 1957: Passager clandestin
- 1957: Échec au porteur
- 1957: Un ettaro di cielo
- 1957: La Seine a rencontré Paris
- 1957: Paris à la manière de...
- 1957: Quand les fleuves changent de chemin
- 1958: Les Misérables
- 1958: Marie-Octobre
- 1960: La Grande Pagaille
- 1960: Les années folles
- 1961: Paris Blues
- 1961: La dernière attaque
- 1961: Le Guépard
- 1961: Le Doulos
- 1961: À cheval sur le tigre
- 1961: Pueblo en armas
- 1963: Bestiaire d'amour
- 1964: Aurélia ou la descente aux enfers
- 1964: L'Enfer
- 1965: Marie-Chantal contre docteur Kha
- 1966: La Vingt-cinquième Heure
- 1967: Dobrodruzi (Les Aventuriers)
- 1967: I sette fratelli cervi
- 1968: La maffia fait la loi
- 1968: Les autres
- 1969: L'Armée des ombres
- 1969: 36, Le grand tournant
- 1970: Comptes à rebours
- 1970: The amusements
- 1972: Trois milliards sans ascenseur
- 1972: Les Caïds
- 1972: Sartre par lui-même
- 1974: Vincent, François, Paul et les autres
- 1974: Touche pas à la femme blanche
- 1975: Le Chat et la Souris
- 1976: Le Bon et les Méchants
- 1976: Une fille cousue de fil blanc
- 1976: La Communion solennelle
- 1977: Violette et François
- 1979: La Terrasse
- 1980: L'Empreinte des géants
- 1980: Fantastica
- 1986: L'Apiculteur
- 1986: Enas Melissokomas Petheni - O Allea mythos
- 1986: Mauvais Sang
- 1988: Ne réveillez pas un flic qui dort
- 1988: Coupe franche
- 1990: Il y a des jours... et des lunes
- 1990: Plein fer
- 1990: J'ai engagé un tueur
- 1991: Zani
- 1992: De force avec d'autres
- 1992: La Vie de bohème
- 1993: Emile des roses
- 1995: Le Petit Garçon
- 1997: Héroïnes
- 1998: El pianista
- 1998: Plus fort que tout

## Diskografie
- 1964: Serge Reggiani chante Boris Vian
- 1967: Album no.2
- 1968: Et puis...
- 1970: Je voudrais pas crever
- 1971: Rupture
- 1972: Le vieux couple
- 1972: L'italien
- 1973: Bon à tirer
- 1975: La chanson de Paul
- 1975: Serge et Stéphan Reggiani en scène
- 1977: Venise n'est pas en Italie.
- 1979: J't'aimerais.
- 1981: L'armée du brouillard
- 1982: Le zouave du pont de l'Alma
- 1983: Olympia 83
- 1984: Elle veut
- 1988: Reggiani 89
- 1989: Olympia 89
- 1990: Reggiani 91
- 1992: 70 balais
- 1993: Palais des congrès
- 1993: Jacques Prévert: collection volume 7
- 1994: Reggiani 95
- 1997: Nos quatre vérités
- 1999: Les adieux différés
- 1999: L'album collection
- 2001: Enfants, soyez meilleurs que nous
- 2009: Reggiani - Ses chansons, côté scène, côté coeur